# Кунгус
Кунгус — река в Красноярском крае Ирбейского района России.

## Физико-географическая характеристика
Длина — 174 км, площадь водосборного бассейна — 3930 км².
Протекает в северном направлении по территории Ирбейского района. Берёт начало между северной частью Тукшинского белогорья белогорья и южной частью Идарского белогорья — северных отрогов Канского Белогорья Восточного Саяна.
Ширина реки в нижнем течении — до 88 метров, глубина — до 2,5 м, скорость течения — 1,0—1,2 м/с. Впадает в реку Агул в 15 км от её устья по левому берегу. На реке расположены посёлок Степановка, деревни Минушка, Ильино-Посадское.
Верховья реки являются границей Тайбинского заказника.
Сплавная. Наиболее сложный участок маршрута — от посёлка Степановка до деревни Минушки, где в русле встречаются меандры, перекаты, навалы струи на берега.
Основные притоки — Тайба, Игиль и Ягаш.

## Гидрология
По данным наблюдений с 1958 по 1993 годы среднегодовой расход воды в 32 км от устья составляет 37,11 м³/с, максимальный приходится на май, минимальный — на период с декабря по март.
| Средний расход воды (м³/с) реки Кунгус по месяцам с 1958 по 1993 гг. (замеры производились на гидрологическом посту в 32 км от устья) |

## Данные водного реестра
По данным государственного водного реестра России и геоинформационной системы водохозяйственного районирования территории РФ, подготовленной Федеральным агентством водных ресурсов:
- Бассейновый округ — Енисейский
- Речной бассейн — Енисей
- Речной подбассейн — Енисей между слиянием Большого и Малого Енисея и впадением Ангары
- Водохозяйственный участок — Кан

## Топографические карты
- Лист карты N-46-60 Тукша. Масштаб: 1 : 100 000. Издание 1979 г.
- Лист карты N-46-48 верховье реки Игиль. Масштаб: 1 : 100 000. Издание 1984 г.
- Лист карты N-46-36 Степановка. Масштаб: 1 : 100 000. Издание 1985 г.
- Лист карты N-46-24 Талое. Масштаб: 1 : 100 000. Издание 1984 г.